# 横浜市中央卸売市場本場
- 横浜港 > 横浜市中央卸売市場 > 横浜市中央卸売市場本場
  - 山内埠頭 > 横浜市中央卸売市場本場

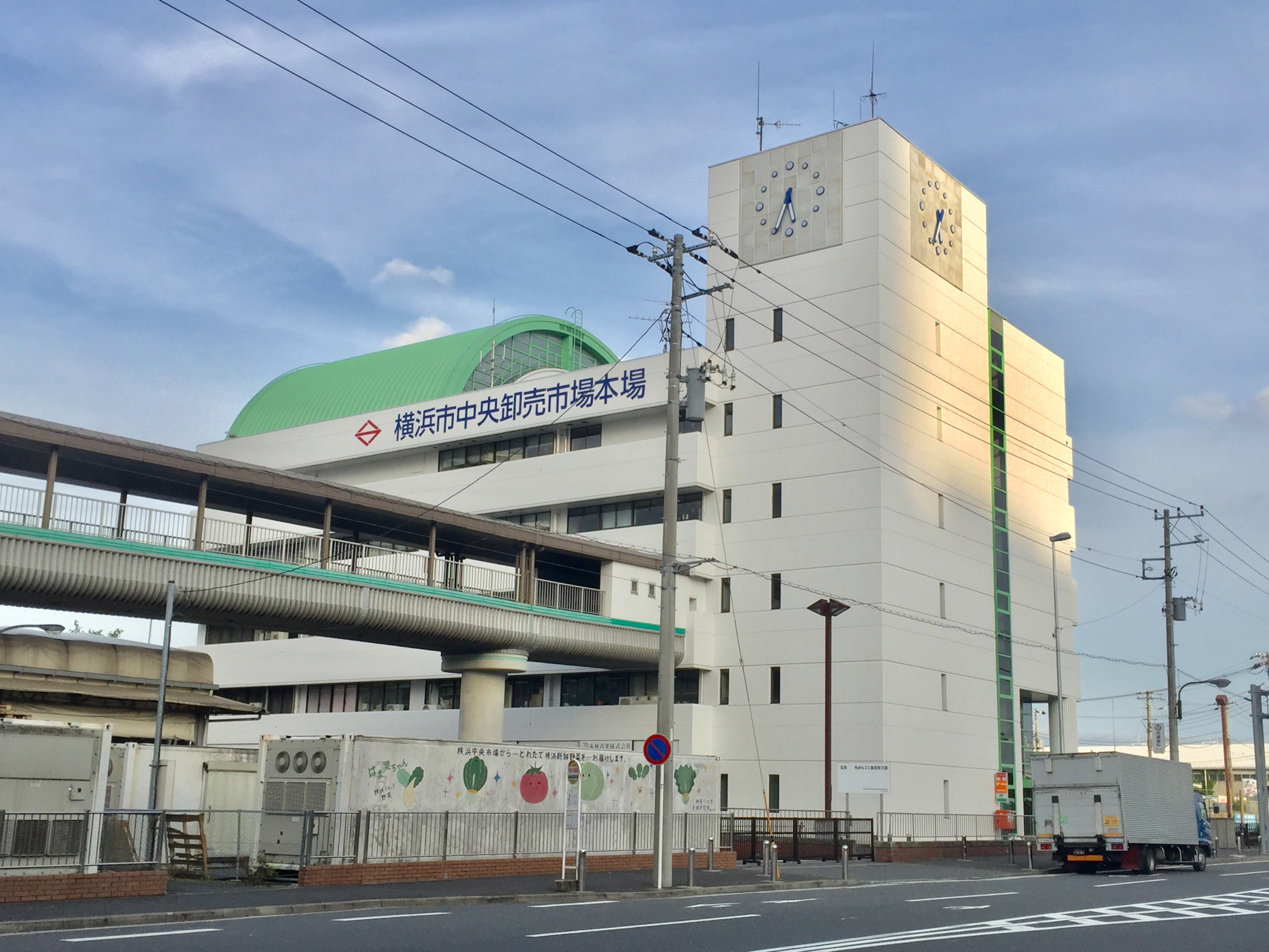
かまぼこ屋根が緑色に塗り替えられた市場センタービル（2017年5月14日）⇒過去の画像

横浜市中央卸売市場 本場（よこはましちゅうおうおろしうりしじょう ほんじょう）は、神奈川県横浜市神奈川区山内町（山内埠頭）に位置する横浜市中央卸売市場の二市場の一つ。

## 概要
日本国内で三番目、東日本で初となる中央卸売市場として1931年（昭和6年）に開場。卸売市場法に基づき設置・運営されている。敷地面積は98,748平方メートルで、水産物や青果、鳥肉、鶏卵などを主に取り扱っている。また、市場休場日は毎週日曜日および祝日のほか、水曜日にも臨時休場日が設けられることがある。
横浜市の中央卸売市場では統合・再編計画が進められており、2014年（平成26年）度末で南部市場（金沢区鳥浜町）が中央卸売市場としては廃止となり本場に統合された（統合に伴う全体の整備完了は2016年（平成28年）度を予定、詳細は「横浜市中央卸売市場#統合・再編計画」を参照）。
市場の機能強化としては2014年（平成26年）度から2015年（平成27年）度にかけて水産棟の低温化改修工事（温度管理施設整備）を実施したほか、2020年（令和2年）度から2023年（令和5年）度にかけて青果部施設の増築（3棟）を行い、屋内荷さばき場や冷蔵保管庫などの施設を整備する計画である。
なお、市場近辺を挟んで東西に広がる地域（コットンハーバー地区およびポートサイド地区）では再開発事業が進行中である。また当市場まで結ぶ道路橋として、みなとみらい地区からは「みなとみらい橋」（歩道整備済み）、コットンハーバー地区からは「コットン大橋」（歩道未整備のため自動車等の通行のみ）が整備されている。この他、2017年（平成29年）12月には横浜駅東口から当市場を経由して、みなとみらい地区、山下埠頭地区方面までロープウェイなどの索道で結ぶ空中交通構想も浮上している。

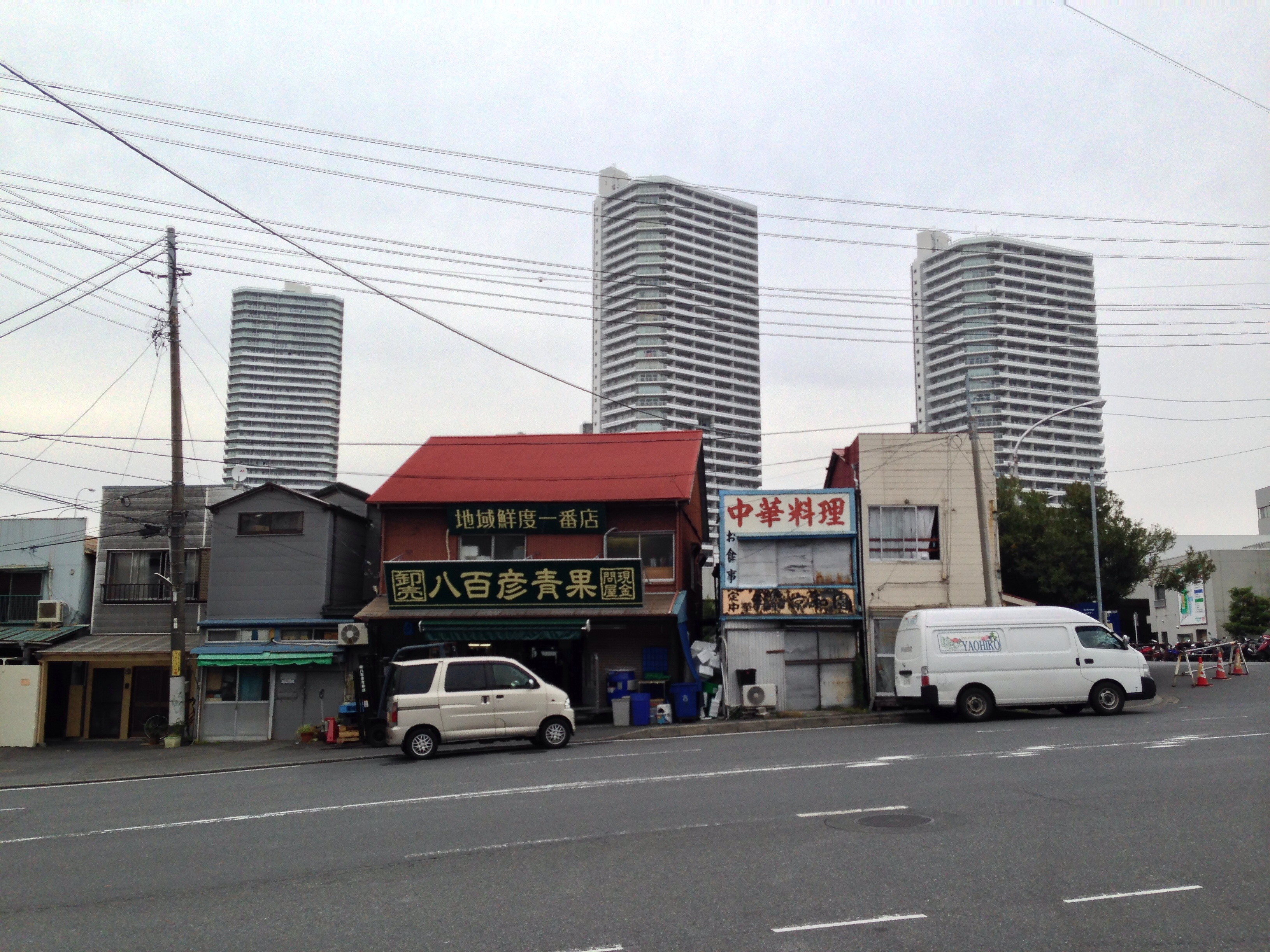
コットンハーバー地区方面（市場近辺より）
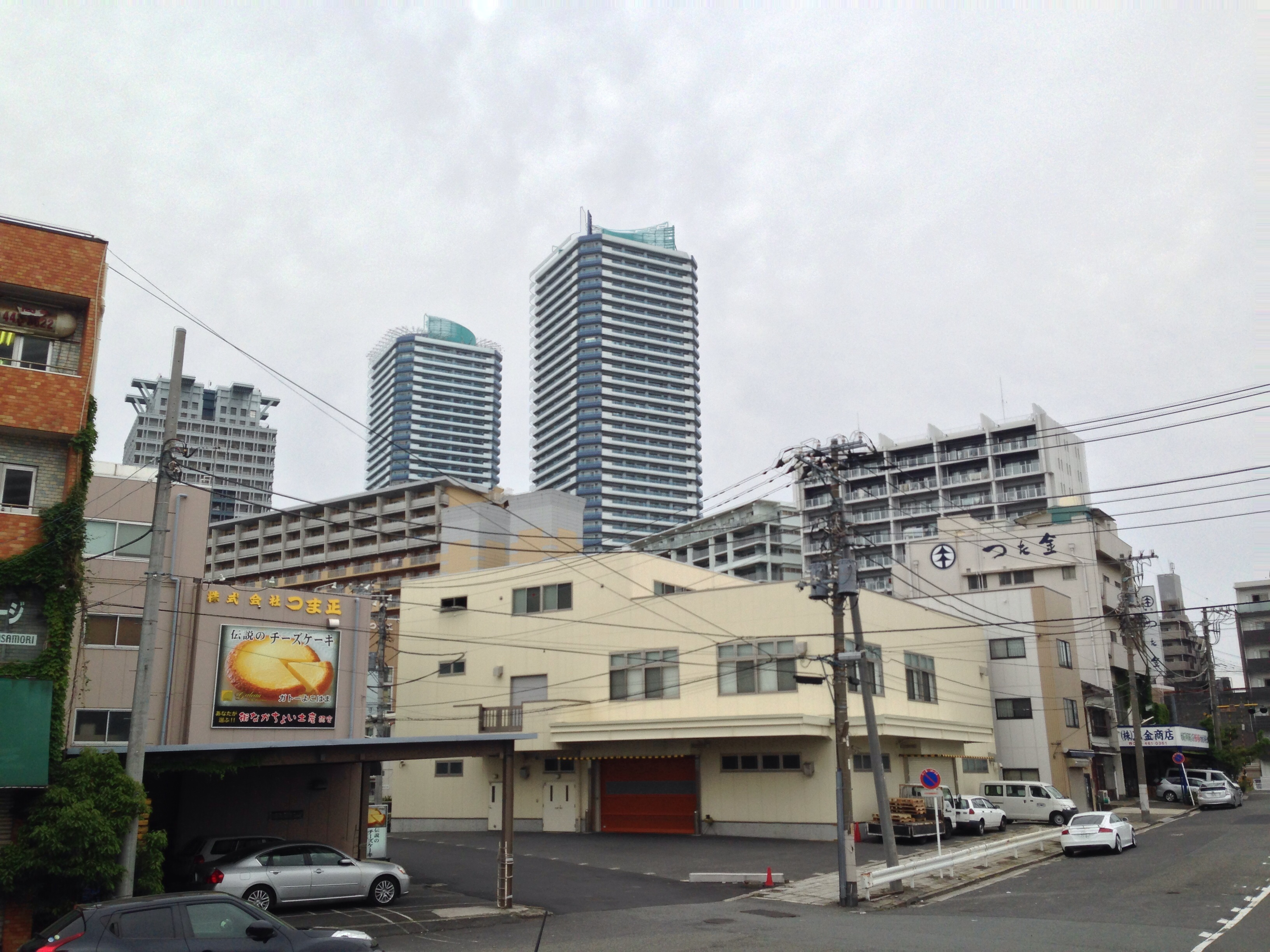
ポートサイド地区方面（市場近辺より）

## 沿革
- 1931年（昭和6年）2月11日 - 横浜市中央卸売市場として開場する[10]。
- 1934年（昭和9年）6月15日 - 山内町駅（後の横浜市場駅）が開業する。
- 1947年（昭和22年）12月25日 - 農林省食品局横浜事務所が場内に置かれる[11]。
- 1948年（昭和23年）12月20日 - 農林省食品局横浜事務所が廃止される[12]。
- 1957年（昭和32年）4月1日 - 取扱品目が「魚類、肉類、鳥類、卵、そ菜および果実ならびにこれらの加工品」から「魚類、鳥類、そ菜および果実ならびにこれらの加工品」へ変更される[13]。
- 1973年（昭和48年）11月8日 - 横浜市金沢区に南部市場が開場[10]、以降当市場は「本場」と呼称される。
- 1982年（昭和57年）11月15日 - 横浜市場駅が廃止される[14]。
- 2015年（平成27年）3月31日 - 南部市場が中央卸売市場としては廃止となり、当市場に統合された。

## 施設
敷地総面積は115,843m2で、せりが行われる市場の他、水産棟や青果棟、冷蔵庫棟などがある。また、市場内には市場関係者に限らず一般人も利用できる飲食街（食堂）も備える。詳細は横浜市経済局のサイト内「本場施設情報ページ」を参照のこと。

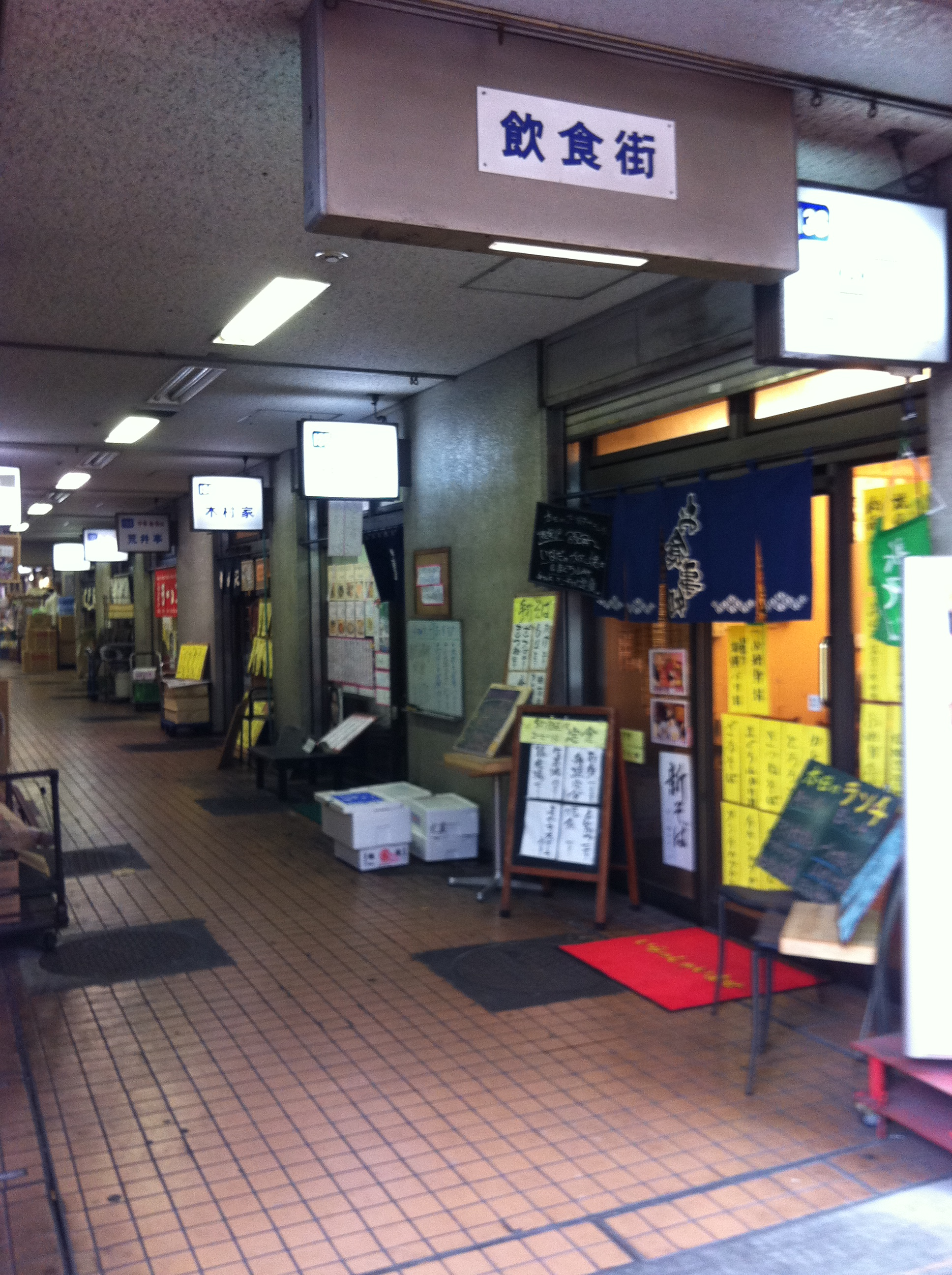
市場内にある飲食街
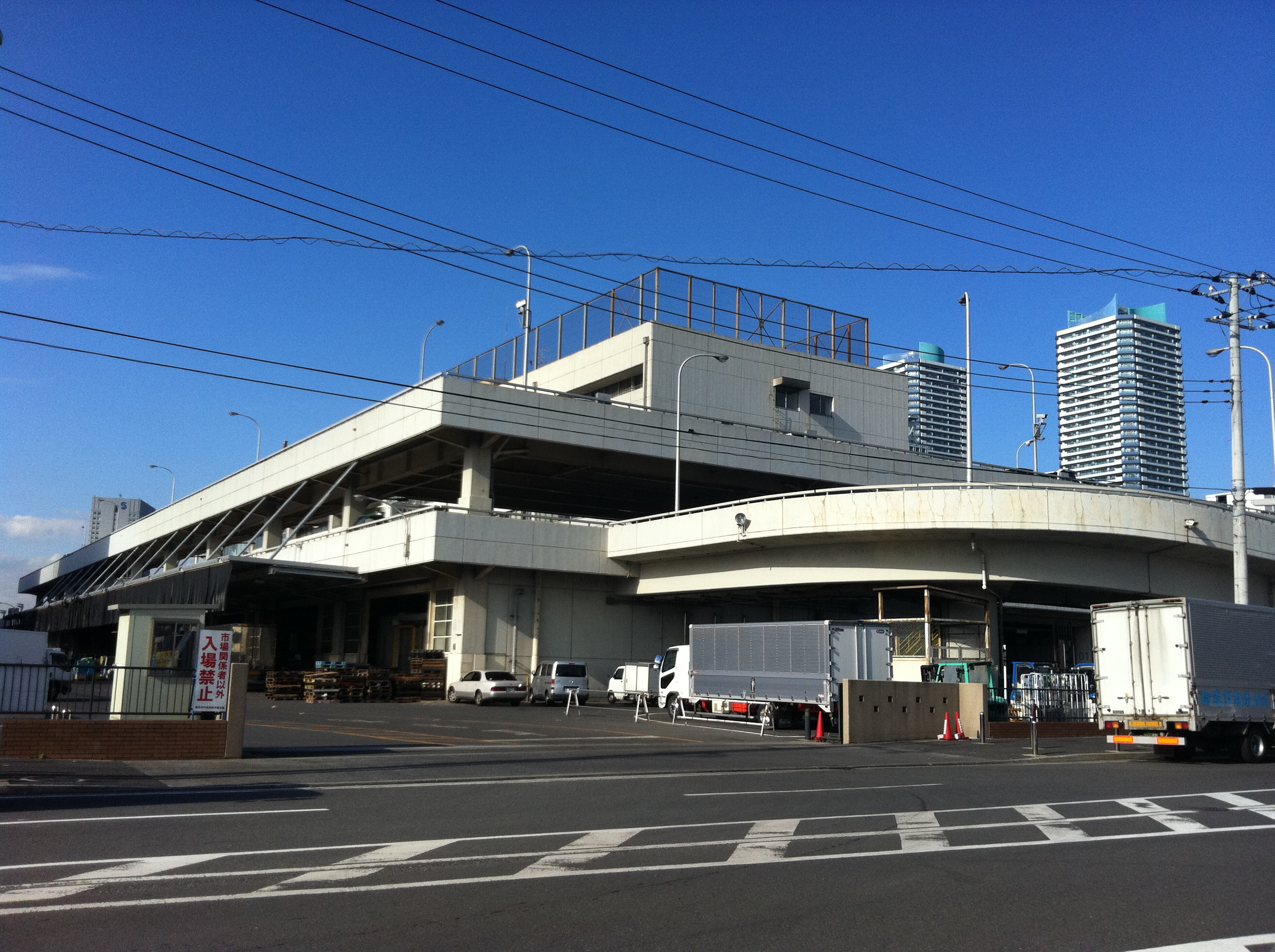
水産棟
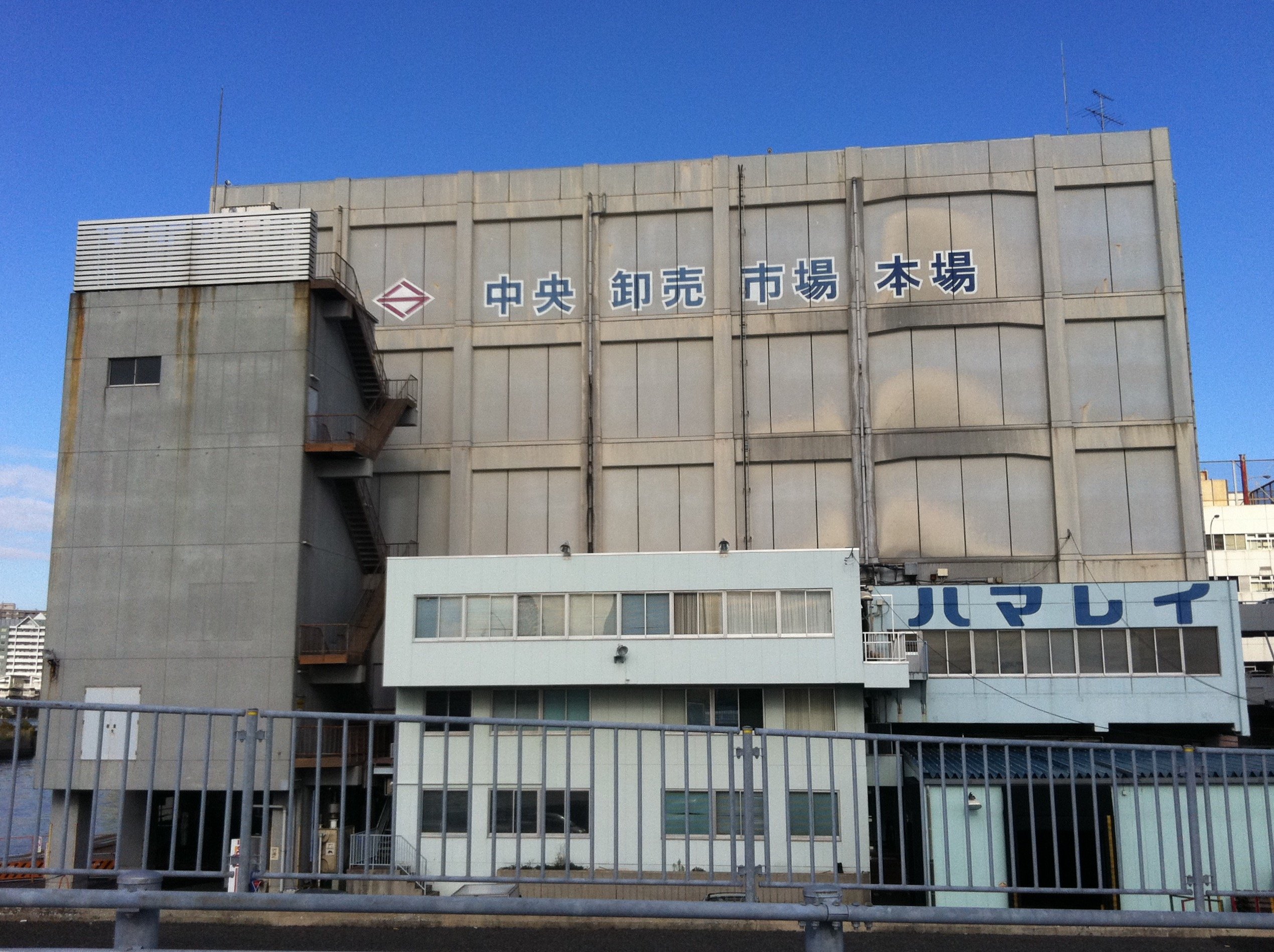
冷蔵庫棟 横浜市場冷蔵（ハマレイ）
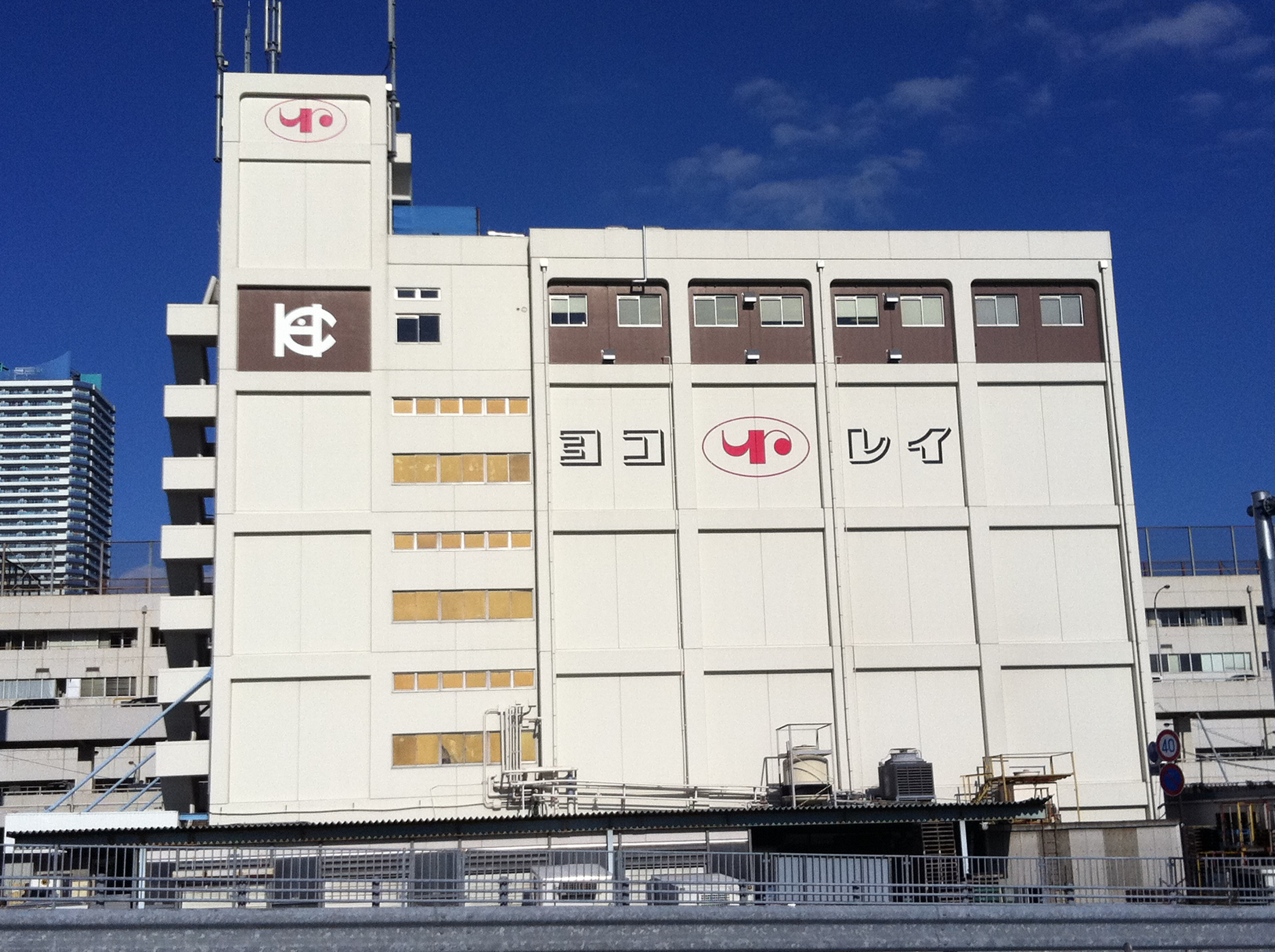
横浜冷凍（ヨコレイ） 冷蔵庫

## イベント
- 横浜市場まつり（毎年10月に開催）
雨天決行・入場無料。南部市場の中央卸売市場廃止以前は、「南部市場まつり」と同時開催されていた。
- 「ハマの市場を楽しもう!」（毎月第一・第三土曜日）
水産部による地域交流イベント。仕入れ体験や魚裁き教室などを行っている[16]。

## 所在地・交通

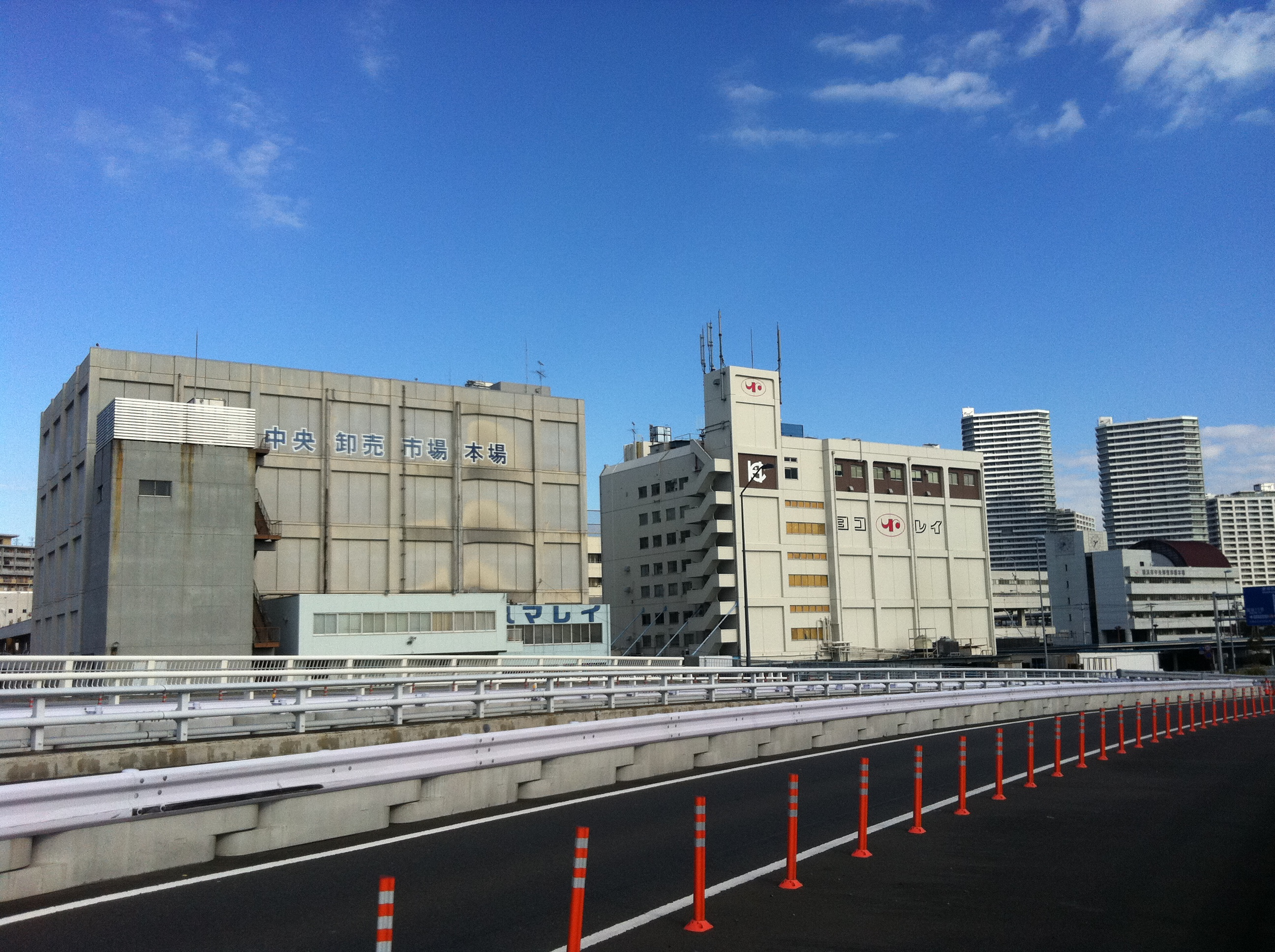
みなとみらい橋から市場方面を望む

所在地： 神奈川県横浜市神奈川区山内町1-1

### 電車・徒歩
- 横浜駅東口から徒歩約20分
- 京急本線神奈川駅から徒歩約15分
- みなとみらい方面からも「みなとみらい橋」によりアクセス可能　※みなとみらい駅から徒歩約20分
- ポートサイド地区（ヨコハマポートサイドビル）から徒歩約10分

### バス
- 横浜駅東口（16番乗り場）より横浜市交通局48系統「コットンハーバー」「東神奈川駅」行き、「中央市場前」下車（乗車約5分）

### 車
- 国道15号経由（首都高速横羽線 東神奈川ランプまたは横浜駅東口ランプより）

## ギャラリー
市場センタービル

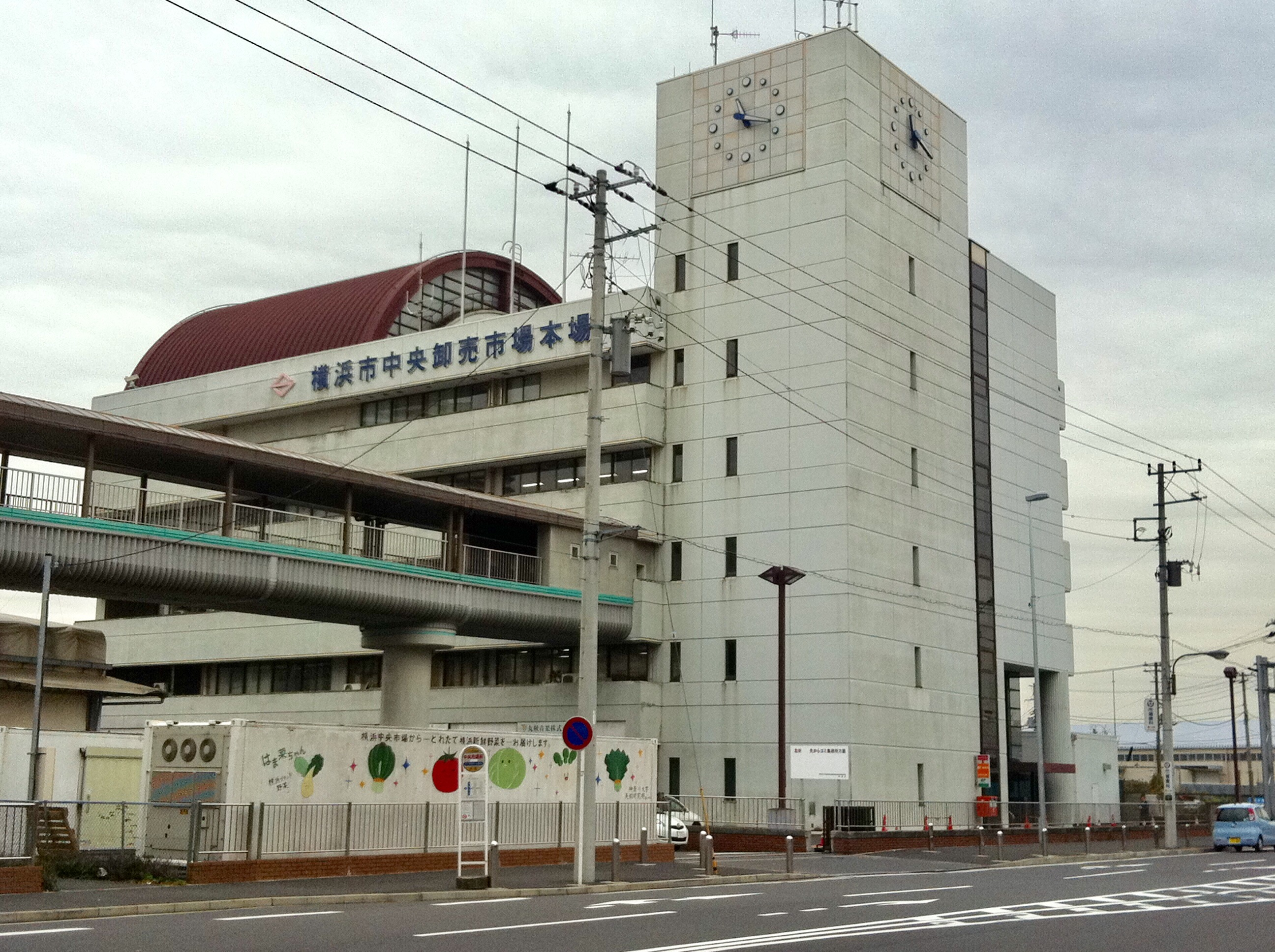
屋根が茶色の頃の市場センタービルを北側より撮影（2011年12月3日）
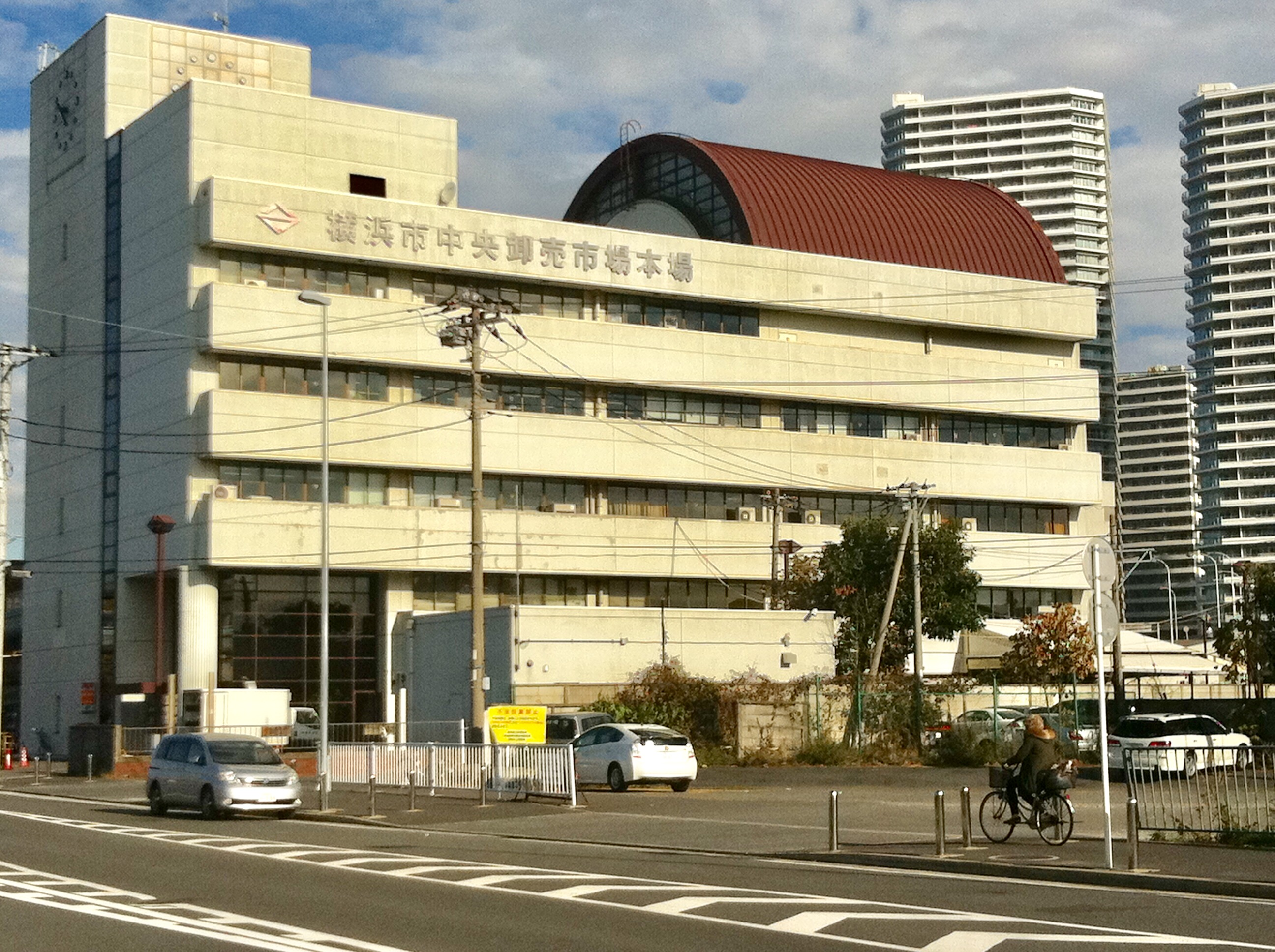
同じく当時の市場センタービルを南側より撮影（2011年11月26日）
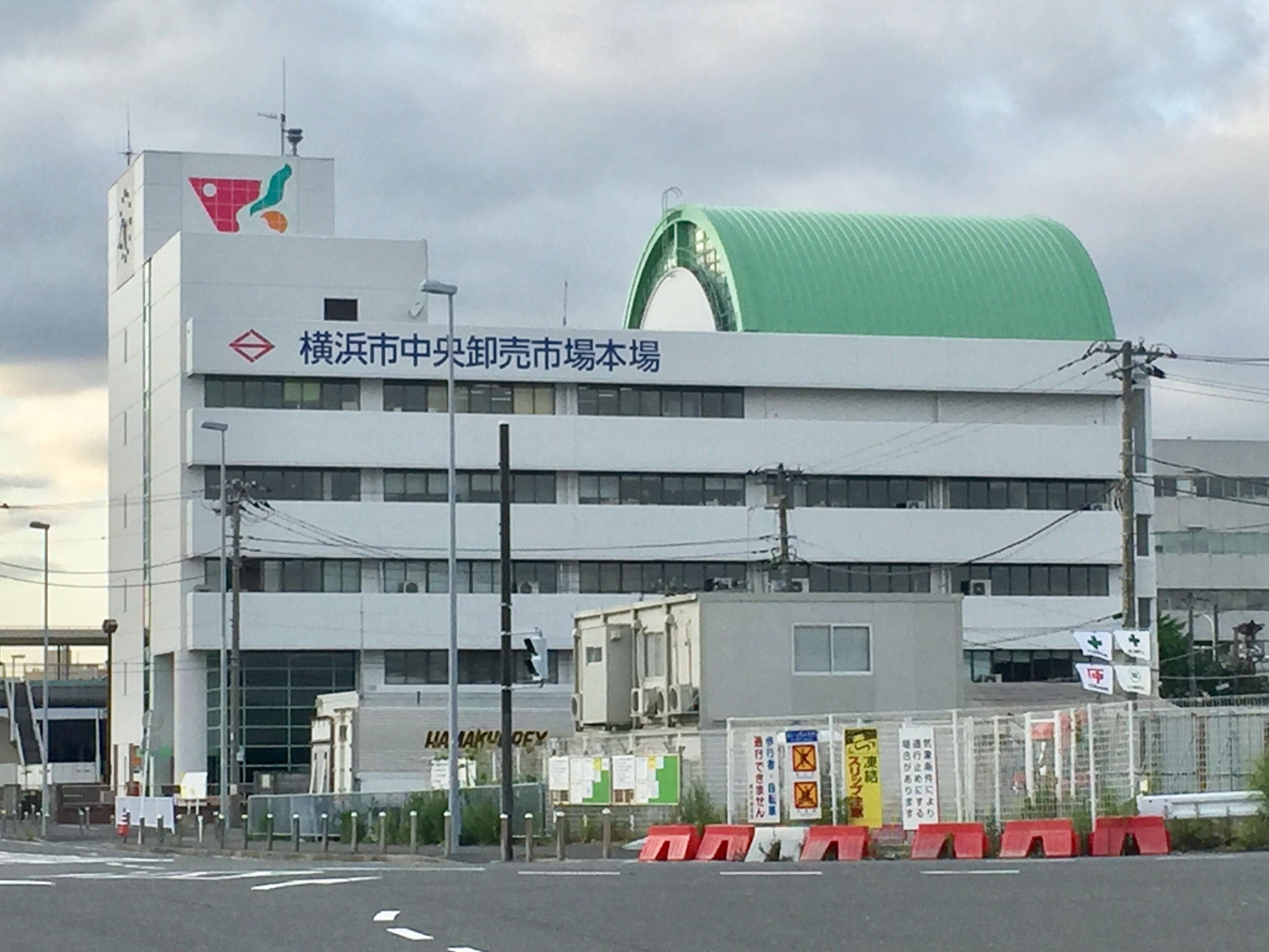
屋根の緑色塗装後の市場センタービルを南側より撮影、左上部には"YOKOHAMA MARKET"（横浜市場）のロゴが描かれている（2017年5月14日）